# フォロ・アストゥリアス
フォロ・アストゥリアス（スペイン語: Foro Asturias, アストゥリアス語: Foru Asturies、略称：FAC）は、スペイン・アストゥリアス州の地域政党。「アストゥリアス・フォーラム」を意味する。

## 歴史
スペイン副首相などを歴任した国民党(PP)のフランシスコ・アルバレス＝カスコスは、アストゥリアス州議会議員選挙に向けた国民党のアストゥリアス州首相候補に選出されなかったことから、2011年1月に国民党を離党してフォロ・アストゥリアスを結党した。2011年5月のアストゥリアス州議会議員選挙において、フォロ・アストゥリアスは16議席を獲得して第1党となった。国民党の10議席と合わせて45議席の過半数となり、アストゥリアス州の歴史上初めて中道右派が政権を獲得した。スペイン社会労働党(PSOE)や統一左翼(IU)との協議を重ね、より合意形成を重視した政治的風土を確立させた。
2011年スペイン議会総選挙において、フォロ・アストゥリアスはアストゥリアス州に割り当てられた8議席中1議席を獲得した。2012年のアストゥリアス州議会議員選挙では4議席減の12議席を獲得した。スペイン社会労働党(PSOE)に次ぐ第2党となり、野党に転落した。
2015年2月12日、アルバレス＝カスコスは再選を目指さないと発表し、党首の座を辞任した。クリスティーナ・コトが党首に就任し、アルバレス＝カスコスは事務総長に就任した。2015年5月のアストゥリアス州議会議員選挙では9議席減の3議席獲得に終わった。2015年12月の2015年スペイン議会総選挙において、フォロ・アストゥリアスはアストゥリアス州に割り当てられた8議席中1議席を獲得した。
2018年にはアルバレス＝カスコスとの意見の相違によってコトが党首を辞任した。2018年9月29日、ヒホン市長のカルメン・モリジョンが党首に就任した。2019年4月のスペイン議会総選挙では議席を獲得できなかった。2019年5月のアストゥリアス州議会議員選挙では1議席減の2議席獲得に終わった。

## 歴代党首
- 2011年-2015年 フランシスコ・アルバレス＝カスコス
- 2015年-2018年 クリスティーナ・コト（スペイン語版）
- 2018年- カルメン・モリジョン（英語版）

## 選挙結果

### スペイン国会議員選挙
アストゥリアス州における結果
| 年      | 得票    | 得票   | 得票 | 議席   | 議席 | 地位 | 順位    | 備考     |
| 年      | 得票数  | 得票率 | 増減 | 議席数 | 増減 | 地位 | 順位    | 備考     |
| ------- | ------- | ------ | ---- | ------ | ---- | ---- | ------- | -------- |
| 2011    | 92,828  | 14.7%  | —    | 1 / 8  | —    | 野党 | 3位     |          |
| 2015    | 187,568 | 30.1%  | N/A  | 1 / 8  | 0    | 野党 | （注1） | 政権支持 |
| 2016    | 209,632 | 35.3%  | N/A  | 1 / 8  | 0    | 野党 | （注1） | 政権支持 |
| 2019/04 | 111,341 | 17.9%  | N/A  | 0 / 8  | 1    | 野党 | （注1） |          |

| 年      | 議席   | 議席 | 順位 |
| 年      | 議席数 | 増減 | 順位 |
| ------- | ------ | ---- | ---- |
| 2011    | 0 / 4  | —    | 3位  |
| 2015    | 1 / 4  | 1    | *    |
| 2016    | 1 / 4  | 0    | *    |
| 2019/04 | 0 / 4  | 1    | *    |

### アストゥリアス州議会議員選挙
| 年   | 得票    | 得票   | 得票  | 議席    | 議席 | 地位 | 順位 |
| 年   | 得票数  | 得票率 | 増減  | 議席数  | 増減 | 地位 | 順位 |
| ---- | ------- | ------ | ----- | ------- | ---- | ---- | ---- |
| 2011 | 178,031 | 29.7%  |       | 16 / 45 |      | 与党 | 1位  |
| 2012 | 124,518 | 24.8%  | –4.9  | 12 / 45 | 4    | 野党 | 2位  |
| 2015 | 44,283  | 8.2%   | –16.6 | 3 / 45  | 9    | 野党 | 5位  |
| 2019 | 34,388  | 6.5%   | –1.7  | 2 / 45  | 1    | 野党 | 6位  |

### 欧州議会議員選挙
| 年   | 得票   | 得票   | 得票 | 議席   | 議席 | 順位 |
| 年   | #      | 得票率 | 増減 | 議席数 | 増減 | 順位 |
| ---- | ------ | ------ | ---- | ------ | ---- | ---- |
| 2014 | 32,962 | 0.2%   |      | 0 / 54 |      | 18位 |
| 2019 | 6,053  | 0.1%   | –0.1 | 0 / 54 | —    | 22位 |

| 年   | 得票   | 得票   | 得票 | 順位 |
| 年   | 得票数 | 得票率 | 増減 | 順位 |
| ---- | ------ | ------ | ---- | ---- |
| 2014 | 16,064 | 4.2%   |      | 6位  |
| 2019 | 6,053  | 1.2%   | –3.0 | 6位  |